# Marktsteft
Marktsteft – miasto w Niemczech, w kraju związkowym Bawaria, w rejencji Dolna Frankonia, w regionie Würzburg, w powiecie Kitzingen, wchodzi w skład wspólnoty administracyjnej Marktbreit. Leży ok. 5 km na południe od Kitzingen, nad lewym brzegiem Menu.

## Dzielnice
W skład miasta wchodzą dwie dzielnice:
- Marktsteft
- Michelfeld

## Zabytki
- doki
- dom Keerlshaus
- grodzisko
- nekropolia

## Oświata
W mieście znajduje się szkoła podstawowa i ewangelickie przedszkole.